# Op een houten bruggetje
Op een houten bruggetje is een kinderliedje in de  akkoorden E-A-D-G-B-E. De verschillende akkoorden zorgen er vaak voor dat kinderen het een leuk nummer vinden om mee te zingen. Het nummer leert kinderen dat er aan elke actie ook consequenties zitten (de krokodil bijt in een bil en kan daarvoor  gestraft worden). Door er gebaren aan toe te voegen, leert het kind ook verbanden te leggen.

## De tekst
Op een houten bruggetje, ligt een krokodilletje
Ieder die er langs komt, bijt hij in zijn billetje
Stoute, stoute krokodil, je mag niet bijten in mijn bil
Ik zal de politie halen, je moet mijn bil betalen
Een andere versie gaat als volgt:
Op een houten bruggetje, liep een krokodilletje
Ieder die hij tegen kwam, beet hij in z'n billetje
Stoute, stoute krokodil, beet jij zomaar in mijn bil
Moet ik de politie halen, dan moet jij mij geld betalen
Er is ook een (kortere) Haagse versie van, die als volgt gaat:
In de haagse stadsbus, daar zat een krokodil
En iedereen die binnenkwam die beet ie in zijn bil
Stoute, stoute krokodil
Waarom bijt jij in mijn bil?

## Gebaren
Door gebaren toe te voegen aan het nummer, kan het kind leren gebaren te (her)kennen, en de betekenis ervan. Bij het eerste regeltje (Op een houten bruggetje) kan men met de arm een 'brug' maken, en daarover twee vingers laten 'lopen'. Bij het tweede regeltje ((...) bijt/ beet hij in z'n billetje) kan men een 'hapgebaar' maken. Bij het derde regeltje (Stoute, stoute krokodil) kan men met de wijsvinger heen en weer zwaaien, zoals men ook doet om een kind te waarschuwen en/ of iets te verbieden, en bij het vierde regeltje (Moet ik de politie halen, dan moet jij geld/ een bil betalen) kan men met de wijsvinger het 'kom hier-gebaar' maken, en het geldgebaar (met de duim over de wijs- en middelvinger wrijven).